# Cistophore

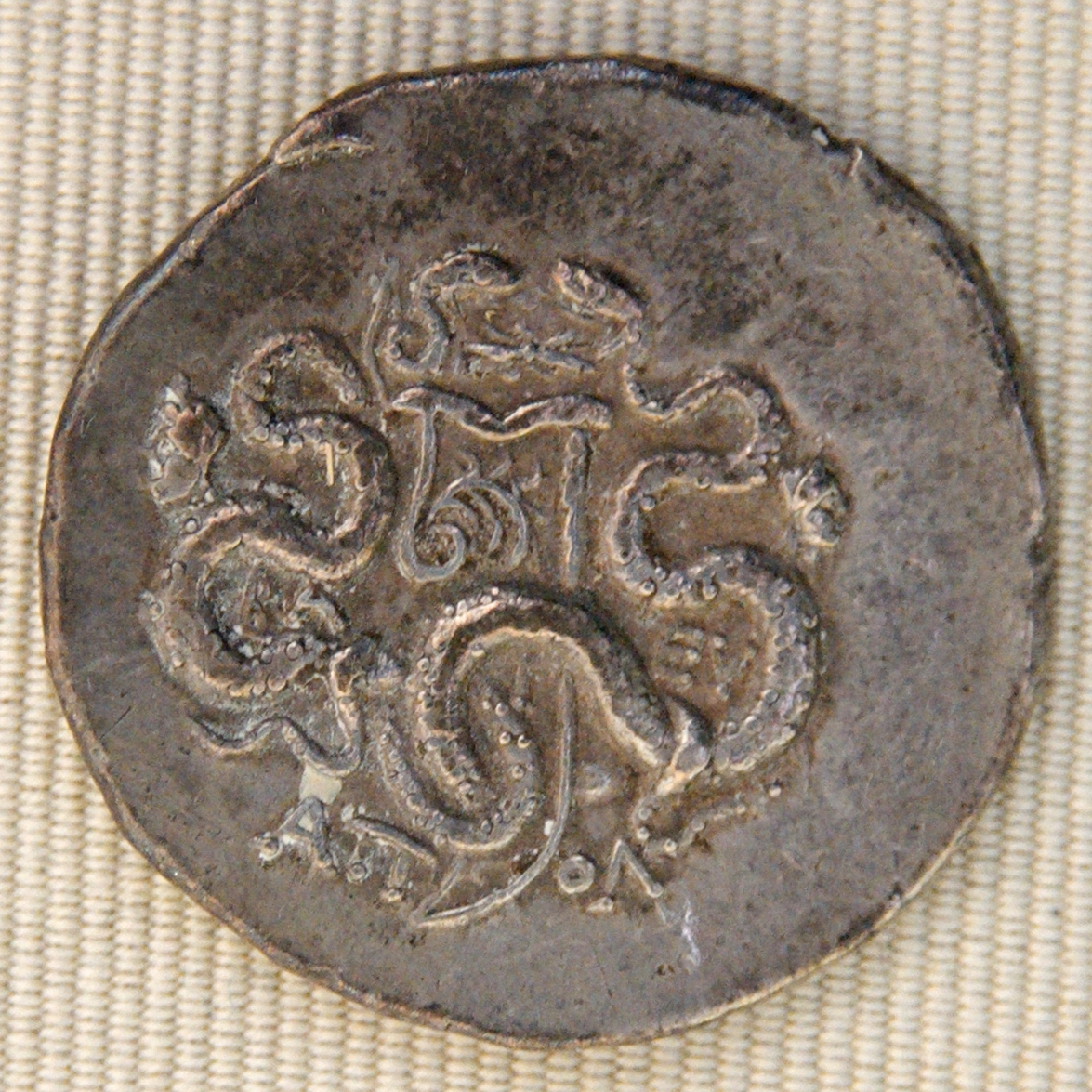
Cistophore frappé à Apollonis (Lydie) sous le règne d'Eumène III et conservé au Département des Monnaies, médailles et antiques de la Bibliothèque nationale de France.

Le cistophore (en grec ancien : κιστοφόρος, kistophoros) est une pièce de monnaie de l'ancienne Pergame.
Il a été introduit peu avant 190 av. J.-C. dans cette ville pour fournir au royaume attalide un substitut aux pièces de monnaie séleucides et aux tétradrachmes de Philétaire, ancien gouverneur de la cité.
Il a également été utilisé par un certain nombre d'autres villes sous contrôle attalide dont Alabanda et Kibera.
Il a continué à être frappé et distribué par les Romains avec différents types de pièces et légendes, mais avec le même poids jusqu'à l'époque d'Hadrien.
Il semble devoir son nom à une figure, à l'avers, du « coffre sacré » (en latin : cista) de Dionysos.